# Tom Allan (Fußballspieler, 1891)
Thomas „Tom“ Allan (* 9. Oktober 1891 in Carluke; † nach 1913) war ein schottischer Fußballspieler.

## Karriere
Der stämmige Mittelstürmer Allan kam Anfang Januar 1910 zu Celtic Glasgow und spielte im Frühjahr 1910 eine Reihe von Freundschafts- und Wohltätigkeitsspielen für den Klub. Allan gab am 25. April 1910 beim 0:0 gegen Hibernian Edinburgh als Vertreter von Jimmy Quinn sein Debüt in der Meisterschaftssaison 1909/10, fünf Tage später folgte sein zweiter und letzter Ligaeinsatz im Dress der Celts. Nachdem er bereits im April 1910 auf Leihbasis bei FC Ayr spielte, schlossen sich Spielzeiten beim Erstligisten Airdrieonians FC und dem Zweitligisten FC Vale of Leven an. Nach seiner Rückkehr zu Celtic wurde er 1913 für 50 Pfund zum Transfer angeboten. Über weitere Stationen ist nichts bekannt.